# Toivo Särkkä
Toivo Särkkä (20 de noviembre de 1890 - 9 de febrero de 1975) fue un productor y director cinematográfico finlandés.

## Biografía
Su nombre completo era Toivo Jalmari Särkkä, y nació en Mikkeli, Finlandia. Särkkä se formó hasta el año 1919, trabajando entre 1914 y 1918 como traductor en una estación de ferrocarril, y como capataz de la firma Wilho Giers desde 1919 a 1923. Durante diez años trabajó como gerente bancario, y en 1933 fue director ejecutivo  del sindicato de trabajadores de Finlandia. En esa época Särkkä conoció al director de la productora cinematográfica Suomi-Filmi, Erkki Karu, para la cual trabajó. Éste dejó la productora en 1933, fundando una compañía propia, Suomen Filmiteollisuus, de la cual Särkkä fue miembro directivo en el verano de 1934.
Al fallecer Karu en 1935, Särkkä pasó a ser el director general de Suomen Filmiteollisuus. En total, Särkkä produjo 240 filmes desde 1936 a 1963, dirigió 52, y actuó en tres.
Entre 1945 y 1965, Särkkä también fue presidente de la Asociación de cineastas finlandeses, pasando a ser miembro honorario de la misma en 1967, y presidente honorario en 1970. En 1951 fue galardonado con la medalla de oro de la Federación de cine de Finlandia. A lo largo de su carrera, Särkkä recibió cuatro Premios Jussi: en 1948 al mejor cortometraje por Dessa trofasta bruna ögon; en 1950 al mejor director por Då Mormor var ung; en 1955 a la mejor producción por Dockhandlaren och den vackra Lilith; y en 1956, también a la mejor producción por Okänd soldat.
En 1965 la industria cinematográfica finlandesa presentaba dificultades económicas a causa de la llegada de la televisión, y Särkkä hubo de iniciar trámites para la bancarrota de Suomen Filmiteollisuus. 
Toivo Särkkä falleció en Helsinki, Finlandia, en 1975. Se había casado en 1914 con Margariitta Beljavsky, de origen ruso lituano. La pareja tuvo una hija.

## Selección de su filmografía
- 1951 : Radio tekee murron (1951)
- 1951 : Kvinnan bakom allt (1951)
- 1953 : Hilja maitotyttö (1953)
- 1955 : Tuntematon sotilas (1955)
- 1957 : 1918 (1957)
- 1957 : Miriam (1957)
- 1958 : Sven Tuuva the Hero (1958)
- 1960 : Skandaali tyttökoulussa (1960)
- 1960 : Komisario Palmun erehdys (1960)
- 1960 : Kaks' tavallista Lahtista (1960)
- 1961 : Tulipunainen kyyhkynen (1961)